# Zwanghuf
Ein Zwanghuf oder auch früher als Trachtenzwang bezeichnete Hufform ist eine Deformation des Hufes. Der Huf ist in seinem hinteren Teil zu eng und bereitet dem Pferd beim Aufsetzen Schmerzen.

## Symptome

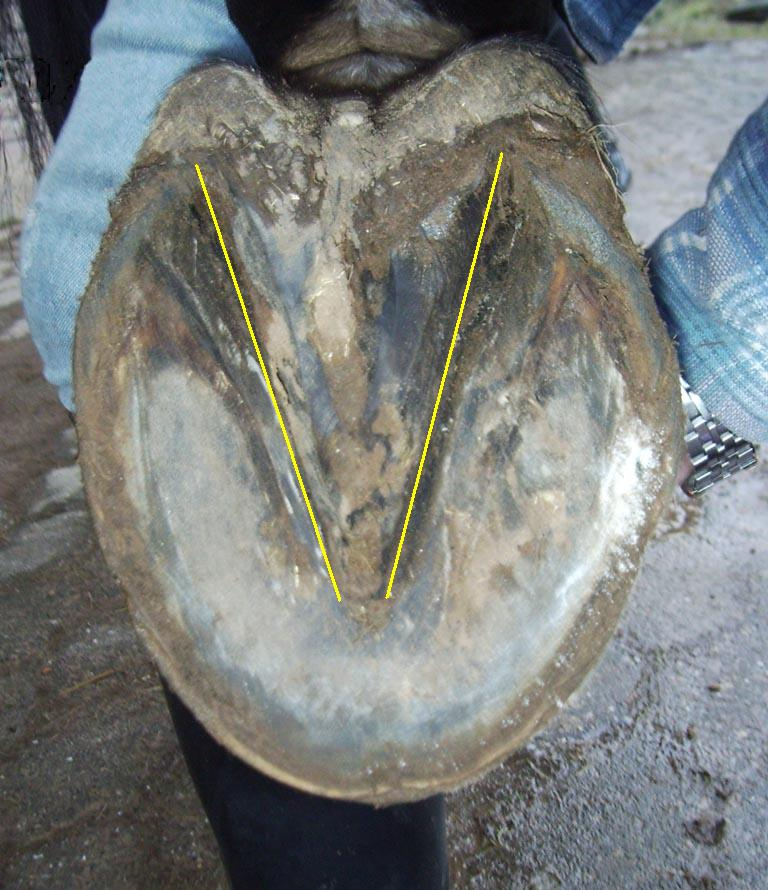
Gelb markiert ist die Form des normalen Hufstrahls, bzw. die Form der seitlichen Strahlfurchen. Deutlich zu erkennen ist, dass sie gerade verlaufen und ein V bilden.

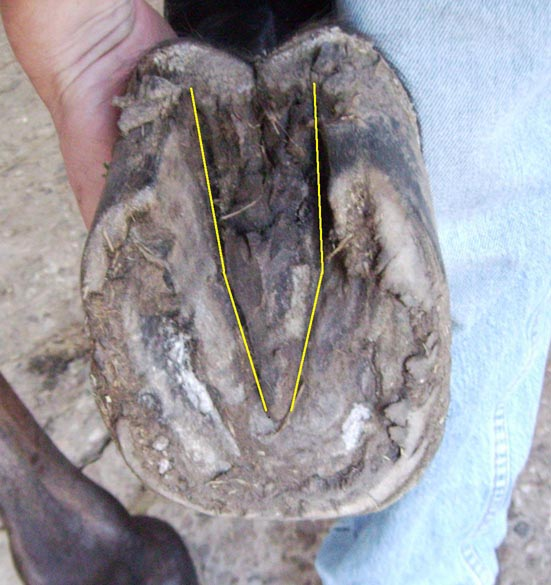
Gelb markiert ist die Form des Hufstrahls eines Zwanghufes, bzw. die Form der seitlichen Strahlfurchen. Erkennbar ist an diesem Huf, wie die Strahlfurchen abknicken und am Ende fast parallel verlaufen. Die mittlere Strahlfurche ist gequetscht und bildet eine Tasche, in der sich Fäulnisbakterien einnisten können.

Erkennbar ist ein Zwanghuf sofort an der Unterseite. Die Strahlfurchen bilden bei einem gesunden Huf ein V. Beim Zwanghuf oder Trachtenzwang sind sie nicht gerade, sondern verengen sich im Bereich der Eckstreben. Der Hufmechanismus funktioniert nicht mehr, sondern kehrt sich um. Statt dass der hintere Bereich des Hufes beim Auffußen weiter wird, wird er beim Zwanghuf enger. Das verursacht dem Pferd Schmerzen.

## Ursachen
Eine Ursache von Zwanghufen ist Vernachlässigung. Wenn der Huf zu lang wird, bei Pferden, die auf Untergrund gehalten werden, der für zu wenig Hornabrieb sorgt, dann neigt die hohe Hornwand dazu instabil zu werden. In einigen Fällen biegt sie sich nach außen, beim Zwanghuf biegt sie sich nach innen. Eine steile Hufstellung begünstigt die Bildung von Zwanghufen, eine flache hingegen die Bildung von untergeschobenen Trachten.
Auch durch fehlerhaften Hufbeschlag mit zu engen Eisen können die Hufe enger werden. Die Eisen müssen hinten so weit sein, dass der vom Hufmechanismus geweitete Huf auf dem Eisen Platz hat.

## Krankheitsverlauf und mögliche Folgen
Entwickelt sich ein Zwanghuf ungehindert weiter, dann führt das im Wesentlichen zu zwei Folgen: 
1. Ein Zwanghuf verursacht Schmerzen, dem Pferd tut das Laufen weh, ein Zwanghuf kann zur Lahmheit führen und dafür sorgen, dass das Pferd nicht mehr arbeiten kann bzw. unreitbar wird.
2. Die meistens früher einsetzende Folge ist Strahlfäule. Durch den Zwanghuf wird die mittlere Strahlfurche so gequetscht, dass sich eine Tasche bildet, in der Fäulnisbakterien ungehindert ihr Zerstörungswerk verrichten können. Wird das weiche Strahlhorn zersetzt bis auf die Huflederhaut, dann versucht die Lederhaut, schneller Horn zu produzieren, als es von der Fäulnis zerfressen wird. Aber dieses schnell produzierte Horn ist von schlechter Qualität und wird schneller zerfressen, weil es empfindlicher für Fäulnis ist. Letztlich beginnt das Horn unkontrolliert zu wuchern und die Lederhaut entzündet sich. Das von der entzündeten Lederhaut produzierte weiche weißliche Horn ist Strahlkrebs. Breitet sich die Entzündung auch auf die Bereiche der Lederhaut, die hartes Horn produzieren, aus, dann wird aus dem Strahlkrebs Hufkrebs.

Zur Vorbeugung empfiehlt sich die regelmäßige Beobachtung und fachgerechte Bearbeitung des Hufes.

## Behandlung
Optimierung der Haltungsbedingungen. Der Huf darf nicht zu lang werden, die richtige Bearbeitung des Hufes ist wichtig.